# Moto X
Moto X是一款由摩托羅拉移动在成为Google子公司后研製的Android智能手機。

## 硬件規格
Moto X的一大特色是搭载了被称之为“Motorola X8移动计算系统”的芯片组，该芯片组由1.7GHz Snapdragon MSM8960DT双核处理器（核心架构为Snapdragon 600系列所使用的Krait 300，为APQ8064T的双核改进版本，但隶属于S4 pro系列）、Adreno320 四核心显示处理器、一颗的低功耗的“自然语言处理器”和一颗低功耗的“上下文语义处理器”組成，可在保证Touchless Control使用的情况下显著降低耗电量。这一计算处理器＋环境协处理器的设计亦被后来的iPhone 5S所搭载的Apple A7芯片组所借鉴。
为了配合Touchless Control的特色功能，Moto X搭载了来自三星的4.7寸Super AMOLED 720P屏幕（RGB排列），来自LG的2200mAh电池，官方宣称可以保证一整天的使用。Moto X使用来自OmniVision的1.4um像素尺寸的1000W像素摄像头，是继iPhone 5之后又一部采用Nano SIM的手机。
Moto X不属于Nexus系列，但其正面无Logo无实体按键的圆润外形设计风格与其非常接近。Moto X背面采用人体工程学弧形设计，藉由Moto Maker的服务，用户可以有近2000种前盖、后盖、镜头边框、机身按钮颜色组合可供自定义选择。

## 软件規格
Moto X搭载了Android操作系统，不同于其他OEM厂商，Motorola对于Android系统的修改非常之小，其使用体验和搭载了原生Android OS的Nexus系列设备非常接近，且拥有非常近似的系统更新的节奏。但Moto X也有以下的特色功能：
- Active Display，黑底白字設計，只需將手指放在螢幕指定位置上，就會顯示出即時通知資訊，Moto X螢幕採用AMOLED，不會對電量造成影響。
- Touchless Control，可实现完全不需要触控操作的纯语音操作。
- 1000萬像素背鏡頭，新的色彩過濾器排列法，著重夜攝效果，连续搖動手機兩次即可在待机情况下启动摄像头。
- 在显示桌面的情况下，Android系统自带的虚拟按钮会有半透明的显示效果。

值得一提的是，Touchless Control的功能在Android 4.4中的Google Now更新后部分原生实现，虚拟按钮的半透明化也出现在了原生的Android 4.4中。可以说Moto X中的这些特色功能影响了后续的Android系统的开发。

## 外部連結
- Moto X 摩托羅拉移动美國官方網站
- Moto X video YouTube（页面存档备份，存于）